# کاتون (سرزمین آلتای)
کاتون (به لاتین: Katun) یک منطقهٔ مسکونی در روسیه است که در سرزمین آلتای واقع شده‌است.